# Lamivudine/nevirapine/stavudine
Lamivudine/nevirapine/stavudine (3TC/NVP/d4T) là một loại thuốc dùng để điều trị HIV/AIDS.  Nó là thuốc kết hợp liều cố định của lamivudine, nevirapine và stavudine.  Nó được sử dụng bởi chính nó hoặc cùng với các thuốc kháng retrovirus khác.  Nó được uống qua miệng hai lần một ngày.
Thuốc nói chung được cơ thể dung nạp tốt.  Tác dụng phụ của thuốc là tác dụng phụ của những thuốc thành phần. Điều này có thể bao gồm phát ban, tê, viêm tụy và nồng độ lactate trong máu cao.  Sử dụng không được khuyến cáo ở những người có vấn đề về gan đáng kể.  Không rõ liệu sử dụng trong thai kỳ có an toàn cho em bé hay không và các khuyến nghị bao gồm chỉ bắt đầu dùng thuốc trong tháng thứ 6 trở đi nếu có thể.
Nó nằm trong Danh sách các loại thuốc thiết yếu của Tổ chức Y tế Thế giới, loại thuốc hiệu quả và an toàn nhất cần có trong hệ thống y tế. Chi phí bán buôn ở các nước đang phát triển là khoảng 9,56 USD mỗi tháng. Kể từ năm 2015, nó không có sẵn trên thị trường ở Hoa Kỳ.

## Sử dụng trong y tế
Đây là thuốc điều trị đầu tiên phổ biến cho HIV/AIDS ở các nước đang phát triển.